# Centro de Treinamento Rei Pelé
Centro de Treinamento Rei Pelé (CT Rei Pelé) é o espaço construído pelo Santos Futebol Clube, para realizar treinamentos das equipes de base e profissional. Foi inaugurado em 1.º de outubro de 2005. 

## Complexo Modesto Roma
A primeira fase do Complexo Modesto Roma, o CT Rei Pelé, foi inaugurada em 1º de outubro de 2005, com a finalidade de oferecer toda a estrutura necessária para que os atletas e a comissão técnica possam realizar o trabalho físico do dia a dia. O espaço conta com três campos e instalações modernas como piscina para recuperação física e fisioterápica, moderna sala de musculação, vestiários, salas de gerência, administração, fisiologia, psicóloga e assessoria especializada.
No local ainda está o Hotel Recanto dos Alvinegros, onde os atletas ficam concentrados antes das partidas do time. São disponibilizadas 28 suítes, com televisão a cabo, pontos de internet, ar condicionado e frigobar, além de salão de jogos, auditório e refeitório. O CT Rei Pelé possui também uma área destinada aos jornalistas que cobrem o Santos FC, com espaço para coletivas de imprensa e acesso aos treinos.

## História
O projeto da construção do CT começou na primeira gestão de Marcelo Teixeira como presidente do Santos Futebol Clube (1992-1993), quando o time da Vila Belmiro conseguiu, junto à Prefeitura Municipal de Santos e à Companhia Docas do Estado de São Paulo (Codesp), a posse de um terreno, estrategicamente localizado (próximo à Vila Belmiro e a entrada da cidade), que seria transformado no primeiro centro de treinamentos do time alvinegro.
No local, até então chamado de Conjunto Poliesportivo Chico Guimarães da Prefeitura de Santos, a equipe profissional e as divisões de base do Santos FC já realizavam alguns treinos. O espaço também era utilizado para a realização de torneios e jogos de equipes amadoras da cidade.
Com a compra do terreno, a área, de cerca de 40 mil metros quadrados, foi recebendo uma série de reformas e construções para hoje receber a denominação de Centro de Treinamento Rei Pelé, sendo considerado um dos mais modernos e bem equipados centro de treinamentos do país.
O CT conta com três campos, todos com dimensões oficiais e dotados de drenagem moderna e irrigação automatizada, o denominado campo 3, ainda conta com gramado sintético e uma pequena arquibancada para sediar os jogos oficiais das categorias de base do clube, há ainda uma caixa de areia, utilizada para treinamentos físicos específicos. Além disso, o CT Rei Pelé também é sede de amistosos das equipes de base e jogos do time feminino do Santos.
Depois de reestruturado e com novas instalações, o CT se tornou um centro de referência no cenário futebolístico brasileiro. Quando inaugurado no início de outubro de 2005, a primeira fase do Complexo Modesto Roma I contava com vestiário principal, piscina de recuperação física, capela ecumênica, sala de musculação, sala de massagem, unidade de saúde, centro de reabilitação avançada, sala de atendimento médico, sala do departamento de futebol, sala da gerência de futebol, sala do departamento técnico, sala do treinador, sala da comissão técnica e sala da assessoria especializada a rouparia.
O CT foi escolhido pelo México, o local de treinamento para a Copa do Mundo de 2014.

## Instalações
O vestiário principal, destinado ao uso exclusivo para os atletas do time profissional, tem 36 armários individuais, 4 banheiras de hidromassagem e uma piscina spa, além de ser espaçoso e com privacidade para os atletas utilizarem em seu trabalho diário dentro do CT.
A piscina do Complexo Modesto Roma tem 20 metros de comprimento e possui uma raia preparada especialmente para a natação dos atletas. A ideia das áreas técnicas do clube é utilizar esta piscina na recuperação e preparação dos jogadores, dentro dos conceitos modernos de educação física. A piscina possui aquecimento térmico e foi construída de acordo com as orientações dos profissionais envolvidos com a preparação atlética dos jogadores.
A sala de musculação é integrada aos departamentos de fisiologia, fisioterapia, medicina e nutrição e contam com equipamentos modernos para atender os atletas e as necessidades da comissão técnica.
As salas para trabalho dos profissionais ligados à administração, gerência, fisiologia, massagem, fisioterapia, nutrição, medicina e parte técnica foram reformadas e estão agregadas em uma distribuição que facilita a integração do trabalho no dia a dia.
O CT ainda conta com a sala de imprensa Peirão de Castro, que facilita o trabalho dos jornalistas que cobrem o clube. O local possui painéis com os patrocinadores oficiais, onde os jogadores e comissão técnica concedem entrevistas aos veículos de imprensa.
Com a segunda fase do Complexo Modesto Roma, o CT passou a contar com um hotel de 28 quartos, um amplo restaurante, sala de jogos, cozinha, recepção e auditório para utilização em preleções e reuniões dos atletas.

## CEPRAF
Um dos diferenciais do CT Rei Pelé é o CEPRAF (Centro de Excelência em Prevenção e Recuperação de Atletas de Futebol), inaugurado em 15 de janeiro de 2007, o CEPRAF é referência no país, em questão de prevenção e recuperação de atletas.